# 3D Dot Game Heroes
3D Dot Game Heroes is een computerspel uit 2009/2010, ontwikkeld door Silicon Studio voor de Playstation 3. Het spel is een hommage aan 2D-retrospellen, maar speelt zich af in een 3D-wereld. Het werd in Japan uitgebracht door From Software op 5 november, 2009, in Amerika door Atlus op 11 mei, 2010, en in Europa door SouthPeak Games op 14 mei, 2010.

## Gameplay
De gameplay lijkt erg op dat van een 8-bit action-adventurespel van de jaren '80, vooral op die van The Legend of Zelda en Final Fantasy Adventure. Spelers besturen de personages van het ene scherm na het ander. Ondertussen komen ze kerkers tegen, waarin ze vijanden moeten verslaan, items moeten verzamelen, en puzzels moeten oplossen. Als het levensbalkje van de speler helemaal vol is, groeit het zwaard van het personage tot gigantische proporties zodra ermee wordt aangevallen. De zwaarden in het spel kunnen aangepast en geleveld worden, waardoor het zwaard groter en wijder wordt. Ook vergroot het dan de magische kracht van het zwaard. Andere items die gebruikt kunnen worden zijn onder andere boemerangs, lantaarns, kaarsen en bogen.
Spelers kunnen ook hun eigen personage ontwerpen met de '3D sprite editor'. Ook kunnen spelers monsters verzamelen in een encyclopedia, wat gedaan kan worden door de monsters te verslaan met een boek. De laadschermen bevatten ook nagemaakte versies van klassieke computerspel-verpakkingen.

## Ontvangst
Het spel kreeg over het algemeen positieve reviews. Famitsu gaf het spel een 30 van de 40, en zei dat de gameplay één grote hommage aan The Legend of Zelda is, en dat er ontelbare referenties aan Nintendo Entertainment System-spellen verborgen zitten in 3D Dot Game Heroes, waardoor het een "grote nostalgie-reis" is. Famitsu prees ook de graphics, en vond dat de blokkerige animaties mooi gedaan zijn en dat ze oud en nieuw naadloos met elkaar hebben verbonden, ook zei Famitsu dat het een leuk en goedgemaakt spel is, maar niet een nieuw en origineel spel.